# Alosa volgensis
La cheppia del Volga (Alosa volgensis Berg, 1913) è un raro pesce anadromo appartenente alla famiglia dei Clupeidi; è una delle varie specie di alosa endemiche del mar Caspio.

## Descrizione
Può raggiungere una lunghezza massima di 30 cm. Ha corpo relativamente snello, a sezione ellittica e compresso lateralmente. Le branchiospine hanno una lunghezza pari più o meno a quella dei filamenti branchiali, con spine ben evidenti. Il vomere e le ossa palatine sono dotate di denti poco sviluppati. L'origine della pinna dorsale si trova poco più avanti della metà del corpo, mentre quella della pinna anale è nettamente dietro la corrispondenza con la fine della pinna dorsale. Il dorso presenta una colorazione verdastra, più scura in primavera; fianchi e ventre sono argentei e spesso presentano riflessi verdastri e dorati. Le pinne sono grigiastre e traslucide.

## Biologia

### Comportamento
Specie migratrice anadroma, quando è in mare conduce un'esistenza pelagica, spostandosi tra la superficie e una profondità di circa 100 metri. Come A. kessleri, sverna nelle acque del Caspio meridionale e migra a nord per raggiungere i fiumi dove depone le uova in prossimità della foce o in acque salmastre. Non risale i fiumi per lunghi tratti come l'alosa di Kessler, tollera meno le basse temperature e giunge nei quartieri riproduttivi in epoca più tarda. Le popolazioni iniziano la migrazione ad aprile inoltrato, seguendo la costa occidentale del Caspio. I primi esemplari raggiungono la costa settentrionale quando la temperatura dell'acqua è di circa 9 °C. L'ingresso in massa nel Volga inizia dalla fine di aprile a giugno, toccando il picco massimo a circa 17 °C. Dopo la fregola i riproduttori scendono al mare per riprendere la fase trofica. Alcuni esemplari possono compiere la migrazione riproduttiva anche tre volte, ma quasi tutti muoiono a causa dello stress riproduttivo. Gli avannotti restano in acque dolci o salmastre fino alla fine dell'estate, quando migrano in mare, dove si trattengono fino alla maturità.

### Alimentazione
In mare la dieta è costituita principalmente da crostacei planctonici (Daphnia, Leptodora, Cyclops) e da avannotti e piccoli pesci (Clupeonella cultriventris). Contrariamente ad altre specie del genere Alosa, gli adulti si alimentano anche in acqua dolce. Gli avannotti si cibano prevalentemente di crostacei planctonici e di altri microrganismi.

### Riproduzione
La fregola, che ha luogo da metà maggio al principio di agosto, avviene in acque dolci e salmastre, in prossimità delle foci o nel basso corso dei fiumi, nel caso gli esemplari riproduttori siano arrivati con le gonadi in stato di avanzata maturazione, o anche a circa 500 km a monte se questi non sono ben sviluppati. La riproduzione si svolge nel corso principale dei corsi d'acqua, al di sopra di banchi di sabbia o in acque ferme come campi allagati e bracci morti del fiume. La fregola avviene generalmente in tre riprese, con intervalli di circa 7-10 giorni; raggiunge un picco massimo quando la temperatura dell'acqua raggiunge valori compresi tra 15 e 19 °C, ma si blocca del tutto nel caso questa raggiunga i 25-27 °C. Ogni femmina può produrre fino a 281.000 uova, del diametro di circa 1,5 mm. Man mano che si sviluppano, aumentano di volume fino a raggiungere un diametro di circa 4 mm, scendono sul fondo e si lasciano trasportare dalla corrente. Lo sviluppo embrionale è relativamente veloce, in quanto la schiusa ha luogo dopo circa 40 ore. Entrambi i sessi raggiungono la maturità sessuale tra i 2 e i 3 anni di vita.

## Distribuzione e habitat
La cheppia del Volga è diffusa nel bacino del Caspio, e risale i maggiori fiumi per deporre le uova. Fin dagli anni '60 la canalizzazione delle foci dei fiumi ha determinato la scomparsa delle aree di fregola e ha bloccato le vie di migrazione, mentre l'intensiva costruzione di dighe attuata dall'URSS negli anni '50 e '60 ha impedito ai pesci di risalire oltre i principali sbarramenti. Attualmente la specie risale soltanto il fiume Volga, dove appare molto rara e spesso la fregola non giunge a buon fine. Lo status attuale della specie nel fiume Ural non è conosciuto. Le aree di fregola ancora disponibili hanno un'estensione stimata inferiore a 500 km² e sono presenti solo a valle della diga di Volgograd. Il progressivo degrado della qualità ambientale di queste zone, causato dall'eccessiva sedimentazione prodotta dalle dighe, prefigura un pesante impatto sulla specie entro il futuro prossimo.

## Pesca
La cheppia del Volga era considerata uno dei pesci più importanti per l'economia dei paesi rivieraschi del Caspio, ed era regolarmente presente sui mercati di Turchia e paesi dell'ex Unione Sovietica, dove veniva venduta fresca, salata, affumicata e marinata. Oggi, l'interesse commerciale è reso nullo dalla scarsa consistenza numerica della specie.